# Erin, Tennessee
Erin är administrativ huvudort i Houston County i Tennessee. Vid 2020 års folkräkning hade Erin 1 224 invånare.